# David Bergmüller
David Bergmüller (* 24. November 1989 in Hall in Tirol) ist ein österreichischer Lautenist, Komponist und Pädagoge. 
Er ist sowohl im Bereich der historisch informierten Aufführungspraxis, als auch im Bereich der neuen Musik tätig. 
Geboren und aufgewachsen in Tirol, begann er seine musikalische Laufbahn an der Gitarre, an er am Tiroler Landeskonservatorium ausgebildet wurde und lernte dort auch während seiner Zeit am Musikgymnasium, die Laute zu spielen.
Er studierte von Schüler von Hopkinson Smith am Schola Cantorum Basiliensis und als Schüler von Rolf Lislevand an der Staatliche Hochschule für Musik Trossingen. Seinen ersten Lehrauftrag hatte er an der Universität für Musik und darstellende Kunst Graz (KUG).
Seit 2018 ist er als Nachfolger von Konrad Junghänel Professor für Laute am Institut für alte Musik der Hochschule für Musik und Tanz Köln.